# Ирисарри, Антонио Хосе
Антонио Хосе де Ирисарри Алонсо (исп. Antonio José de Irisarri Alonso; 7 февраля 1786, г. Гватемала, Вице-королевство Новая Испания — 10 июня 1868, Нью-Йорк, США) — чилийский политик, государственный деятель, дипломат, журналист. Временный верховный диктатор Чили после получения ею независимости от Испании в 1810 году (7 марта 1814 — 14 марта 1814). Министр иностранных дел Чили.
Считается одним из отцов чилийской журналистики.

## Биография
Образование получил в Европе. После смерти отца в 1805 году вернулся на родину.
Член Патриотической партии. С 1810 года — участник движения за независимость испанских колоний в Южной Америке. Занимал важные государственные должности во время борьбы за свободу и независимость, командовал Национальной гвардией, входил в состав гражданского и военного правительства провинции Сантьяго, был губернатором провинции Сантьяго, а с 7 по 14 марта 1814 года был Временным верховным диктатором Чили. После победы роялистов депортирован в Аргентину, оттуда отправился в Лондон, где занялся своим образованием.
Вернувшись на родину, с 1818 года — на государственной и дипломатической работе. Был назначен министром правительства и министром иностранных дел при Бернардо О’Хиггинсе, в октябре 1818 года направлен послом в Буэнос-Айрес в ранге полномочного министра.
В конце 1819 года отправлен в Европу, для заключения договора о признании чилийской независимости Англией и Францией, одновременно в Лондоне он договорился с Британией о кредите в размере 1 000 000 фунтов стерлингов (первый внешний долг Чили).
В 1822 году — посол Чили в Великобритании.
В 1827 году назначен полномочным министром по делам Чили в государствах Центральной Америки. Во время Гражданской войны в Центральной Америке, присоединился к консервативной партии, занял пост военного министра. Занимался в первую очередь восстановлением дисциплины в рядах гватемальской армии. В одном из сражений был взят в плен и находился в заключении в течение девяти месяцев. В январе 1830 года бежал из сальвадорской тюрьмы в Эквадор.
В 1837 году — полномочный представитель в Перу и советник адмирала Мануэля Бланко Энкалады во время войны Чили против Боливийско-Перуанской конфедерации. После подписания чилийской армией Паукарпатского договора в ноябре 1837 года, А. Х. де Ирисарри отказался вернуться в Чили, был заочно осуждён за государственную измену и приговорен к смертной казни. Из-за этого никогда больше не возвращался в Чили.
В 1855 году был назначен послом в ранге Полномочного министра Гватемалы и Сальвадора в Соединённых Штатах.
Умер в Нью-Йорке. Прах его в 1968 году был перевезён в Гватемалу, где захоронен в Пантеоне выдающихся гватемальских интеллектуалов Гватемальского городского кладбища.
Награждён орденом «Легиона Заслуг Чили».

## Память
- В 1973 году правительство Гватемалы в знак признания его заслуг учредило орден «Орден Антонио Хосе Ирисарри».
- Его имя носит одна из пехотных бригад ВС Гватемалы «Coronel Antonio José de Irisarri»[2]